# 流星クラスター現象
流星クラスター現象（りゅうせいクラスターげんしょう、英: meteoroid cluster phenomenon）は、発見者の名前から木下現象（きのしたげんしょう）とも呼ばれ、短時間に多数の流星が集中的に流れる現象である。1997年に、しし座流星群の観測を行っていた日本流星研究会の木下正雄らが初めて記録した。この現象は、流星体が地球大気に突入する少し前に、何らかの原因で細かい破片に分裂することで発生すると考えられている。

## 発見

### 背景
しし座流星群は、その原因となる流星体の母天体であるテンペル・タットル彗星（55P/Tempel-Tuttle）の公転周期に合わせて、約33年ごとに活動が活発化することが知られている。1966年に、アメリカ西海岸で1時間当たりの出現数が15万にもなったといわれる流星嵐を記録するなど大出現を起こしており、それ以来初めてテンペル・タットル彗星が回帰する1998年から数年の内に、爆発的な流星群の出現があると予想されていた。1997年は、テンペル・タットル彗星が近日点、及び地球と彗星の公転軌道が最接近する降交点を通過する前であるため、大出現は期待されていなかったが、母彗星と降交点の距離が最も近いため活発な活動があると考えた、日本流星研究会の木下正雄、丸山卓哉、嵯峨山亨の3氏は、地球が降交点黄経に差し掛かりしし座流星群の活動が極大を迎える11月17日（世界時）に、ハワイ島マウナケア山腹で観測を実施した。

### 観測
観測は、目視、3台のフィルムカメラ、2台のビデオカメラによって行われた。この内、広角レンズを着けたビデオカメラでは、5時間弱の観測中に概ね1時間当たりの流星出現数にして11個から42個の流星群が観測されていたが、13時31分51秒から52秒（世界時）にかけては、2秒間に100から150個の群流星が流れる突発的な大出現を記録した。
この突発出現は、角度13度四方の比較的狭い領域に集中し、豆まきの豆のような勢いで、絶え間なく次々と流れた。いくつかの明るい流星と、それに付随する多数の暗い流星とからなる集団的な流星の出現は、継続中に出現位置が北へずれてゆき、明るい流星に対して付随する暗い流星の分布も北へ偏る傾向がみられた。
ビデオ映像をフレームに分解してもう少し定量的に分析を試みた結果、突発出現の継続時間、流星出現位置の見かけ上の広がりから、流星が地上100キロメートルの高度で発光したとすると、流星体の空間的な分布は、流星体の軌道に沿った方向におよそ100キロメートル、幅が50から60キロメートル程度と見積もられた。

## 追究・原因
木下らが観測したものと同様の、突発的・集中的な流星の出現は、2001年のしし座流星雨の際にも2回観測された。いずれも、2秒程度の間に20個から40個の流星が集中的に流れ、流星体の空間的な広がりは数百キロメートル以内と推定された。これらの観測を基に、このような現象の原因を考察した国立天文台の渡部潤一らは、流星体が地球大気へ突入する少し前、おそらくは地球に到達する直前の近日点通過の際に分裂を起こした可能性が高いことを示した。
木下らの観測では、ビデオカメラの1台を除いてこの現象は確認できなかった。魚眼レンズを着けたビデオカメラでは1つの明るい流星としてしか映らず、目視や写真では多数の流星の中で明るいものだけしか捉えられなかった。月明りや高度、流星そのものの暗さの影響もあるが、古典的な観測法では検出できていなかったことが示唆される。過去の記録では、10月りゅう座流星群（ジャコビニ流星群）にも1933年の流星雨で似たような記述があり、流星群において普遍的な現象である可能性もある。
このような現象は、流星群の進化、彗星のダストトレイルにおける塵の進化に影響を与える可能性があり、小さい流星体を増加させる要因とも考えられる。この現象を観測することは、流星体の構造に関する情報を得るのに役立つとも期待されている。